# Congress Hall
La Congress Hall è un edificio della città di Filadelfia che fu sede del Congresso degli Stati Uniti dal 1790 al 1800. L'edificio si trova in Chestnut Street, vicino a Independence Hall. Ora fa parte del Parco storico nazionale dell'indipendenza.

## Storia
La città di Filadelfia aveva già servito come capitale durante la guerra d'indipendenza americana e l'Independence Hall era il luogo di incontro del Congresso continentale. Esso terminò dopo i disordini in città nel 1793. La costruzione della Congress Hall iniziò nel 1787. L'edificio è stato progettato come tribunale per la contea di Philadelphia. L'edificio fu completato due anni dopo l'inizio della costruzione. Nel 1790, Filadelfia divenne la capitale temporanea dell'America fino a quando Washington non fu pronta per l'uso.
Dal 6 dicembre 1790 al 14 maggio 1800, l'edificio fu utilizzato dal Congresso degli Stati Uniti. In questo periodo nel 1791 fu ratificata la Carta dei diritti e vi fu la seconda inaugurazione (nel 1793) di George Washington e quella di John Adams nel 1797 come presidente. Dopo che il Congresso si trasferì a Washington, l'edificio ricoprì la sua funzione originale di tribunale della contea.
L'edificio cadde in rovina nella seconda metà del XIX secolo. La sala congressi fu restaurata nel 1896 sotto la direzione dell'architetto George Champlin Mason Jr. Negli anni '30, vi fu una forte lobby per la creazione di un parco storico nazionale dell'indipendenza che fu finalmente realizzato nel 1956. L'edificio è attualmente gestito dal National Park Service. Vengono organizzate visite guidate al suo interno.